# 萩原秀紀
萩原 秀紀（はぎわら ひでき、1957年8月27日 - ）は、日本の裁判官、法務官僚、公証人。金融庁証券取引等監視委員会事務局次長や、法務省人権擁護局長、東京高等裁判所部総括判事、東京公証人会副会長等を歴任した。

## 人物・経歴
東京都出身。1980年明治大学法学部卒業。司法修習を経て、1983年裁判官任官、東京地方裁判所判事補。法務省名古屋法務局訟務部長、法務省東京法務局訟務部長、東京地方裁判所部総括判事を経て、2009年金融庁証券取引等監視委員会事務局次長。2011年東京地方裁判所部総括判事。2012年法務省人権擁護局長。2014年東京高等裁判所判事。同年金沢地方裁判所長。2016年名古屋家庭裁判所長。2018年東京高等裁判所部総括判事。2019年霞ケ関公証役場公証人。2021年東京公証人会副会長、日本公証法学会理事。

## 裁判
- ワンセグ付き携帯電話の所有者に対し、NHK受信料契約締結義務があるとした[7]。